# Ангелина Атлагић
Ангелина Атлагић (Станишић, 29. јун 1962) српски је костимограф, сценограф, сликар и универзитетски професор.

## Биографија
Дипломирала је на одсеку костимографије Академије примењених уметности у Београду 1985. године.
Креирала је костиме за балете у Санкт Петербургу.
Почиње активно да ради 1984. и реализовала је преко сто педесет драма, балета, опера, дечијих и луткарских представа, костимографију за три дугометражна играна филма као и значајне пројекте у драмском и културно-забавном програму ТВ Београд и ТВ Скопље.
Од 1999. предаје на Факултету драмских уметности, Цетиње у звању редовног професора на Катедри за режију, предмет Сценографија и костимографија. У овом периоду одржала је низ предавања и презентација свог рада на универзитетима у САД (Небраска, Индијана, Оклахома, Канзас, Тексас).
Излагала је у Чехословачкој, Јапану, Израелу, САД и Канади.
Од 2000. своје костимографије и сценографије реализовала је у Русији (Бољшој театар, Студио Фоменко у Москви), Грчкој (Национални театар у Атини и Солуну), Шпанији (Цомпаниа Национал де Данза, Центро Драматицо Национал, Центро Цултурал де ла Вилла у Мадриду, Фестивал Мерида), Немакој (Стаатсабаллет Берлин, Хессиесцхес Стаатстхетер Њиесбаден), Италији (ЦСС Театро стабиле ди иновазионе дел ФВГ у Удинама), Шведској (ИНТЕРКУЛТ у Стокхолму), Словенији (СНГ Драма у Љубљани, СНГ Драма и Опера у Марибору, Словенско Људско гледалишче у Цељу), Македонији (Македонски народен театар и Драмски театар у Скопљу), Црној Гори (Црногорско народно позористе и Будва град театар).
Њена биографија део је монографије Изузетне жене Србије 20. и 21. века.
Њен супруг био је др Миодраг Цолић.
Мајка је два сина.

## Награде
- Пет Стеријиних награда (1996. „Конте Зановиц“, 1998. „Горски вјенац“, 1999.“Каролина Нојбер“, 2005. „Недозвани“, 2008. „Тако је морало бити“
- Часопис за позоришну уметност „Сцена“ прогласио је за најбољег костимографа по оцени критичара, у сезони 1995/ 96, 97, 98, 99.
- Њене костимографије су номиноване и прогла[ене најбољим, у сезони 2007/8. у Шпанији награда МАX за представу „Бароццо“,
- Грчкој 2003. награда цасописа „Атинорама“ за представу „Цетврта сестра“
- у Русији 2002 награда „Цајка“ за представу „Отрована туника“
- „Велика награда“ за дизајн Србије и примењену уметност коју додељују УЛУПУДС и Министарство културе Републике Србије (2005) за висока уметничка достигнућа у представама “Рат и Мир” у Бољшој театру у Москви и “Инферно” у Мадриду.
- Награда Град театра

## Театрографија
- Каријера, 24.03.1986, Београд, Атеље 212
- Медејина деца, 08.11.1986, Београд, Позориште „Бошко Буха”
- Нећемо о политици, 14.02.1987, Сомбор, Народно позориште Сомбор
- Бајка о Вуку и Србима, 09.03.1987, Београд, Позориште 'Бошко Буха'
- Маркиза де Сад, 22.04.1987, Зајечар, Народно позориште Тимочке крајине „Зоран Радмиловић”
- Женски рок-фолк бенд, 02.10.1987, Зрењанин, Народно позориште „Тоша Јовановић”
- Воћни дан, 03.10.1987, Зрењанин, Народно позориште 'Тоша Јовановић'
- Луда кућа, 26.10.1987, Београд, Позориште на Теразијама
- КРАЉЕВО БЛАГО, 05.12.1987, Београд, Атеље 212
- Сумњиво лице, 14.01.1988, Београд, Позориште 'Бошко Буха'
- Глогов жбун, 18.02.1988, Шабац, Шабачко позориште
- То кад ухвати не пушта, 27.02.1988, Београд, Позориште 'Бошко Буха'
- Класни непријатељ, 08.03.1988, Београд, Позориште 'Бошко Буха'
- Срећан догађај, 16.04.1988, Зрењанин, Народно позориште 'Тоша Јовановић'
- Клаустрофобична комедија, 24.05.1988, Зајечар, Народно позориште Тимочке крајине „Зоран Радмиловић”
- Кад је био мрак, 08.09.1988, Београд, Позориште 'Бошко Буха'
- Лулу, 01.11.1988, Шабац, Шабачко позориште
- Виђење Исуса Криста у касарни ВП 2507, 20.11.1988, Београд, Позориште 'Бошко Буха'
- Име: Три сестре - Сто година после, 01.02.1989, Београд, Звездара театар
- Механички месец, 23.03.1989, Београд, Позориште 'Бошко Буха'
- Змај, 27.09.1989, Београд, Позориште 'Бошко Буха'
- Дом Бернарде Албе, 09.01.1990, Београд, Битеф театар
- Драга Јелена Сергејевна, 03.04.1990, Крушевац, Крушевачко позориште
- Ноћна фрајла, 20.06.1990, Београд, Народно позориште
- Вођа, 29.09.1990, Зрењанин, Народно позориште 'Тоша Јовановић'
- Мајка храброст, 02.10.1990, Зрењанин, Народно позориште 'Тоша Јовановић'
- Пацоловац, 23.11.1990, Београд, Битеф театар
- Принц Амалу и прелепа Мирабај, 25.12.1990, Београд, Позориште „Душко Радовић” Београд
- Позоришне илузије, 03.04.1991, Београд, Југословенско драмско позориште
- БАЛКОН, 11.04.1991, Београд, Београдско драмско позориште
- Слика Доријана Греја, 24.04.1991, Београд, Битеф театар
- Три у оном стању, 13.02.1992, Београд, Позориште на Теразијама
- Разбојници, 29.02.1992, Београд, Југословенско драмско позориште
- Не очајавајте никад, 10.04.1992, Београд, Југословенско драмско позориште
- Пут око света, 11.11.1992, Београд, Позориште 'Бошко Буха'
- Укроћена принцеза, 23.10.1994, Београд, Мало позориште 'Душко Радовић'
- Буре барута, 18.03.1995, Београд, Југословенско драмско позориште
- ЛАГУМ, 20.06.1995, Београд, Атеље 212
- Госпођа министарка, 11.01.1996, Београд, Југословенско драмско позориште
- Мир, 29.02.1996, Београд, Позориште на Теразијама
- У потпалубљу, 11.04.1996, Београд, Југословенско драмско позориште
- Лолита, 21.05.1996, Београд, Битеф театар
- Осмех анђела, 01.06.1996, Крагујевац, Књажевско-српски театар
- ЉУБАВИ ЏОРЏА ВАШИНГТОНА, 07.02.1997, Београд, Атеље 212
- Мизантроп, 12.02.1997, Београд, Југословенско драмско позориште
- Афера недужне Анабеле, 17.12.1997, Сомбор, Народно позориште
- ВЕЛИКА СВЕСКА, 14.02.1999, Београд, Атеље 212
- Сузе су О.К., 14.03.1999, Београд, Народно позориште
- РОБЕРТО ЦУКО, 18.05.2000, Београд, Атеље 212
- Мудрица, 13.10.2000, Београд, Мадленијанум
- Буба, 17.01.2001, Београд, Звездара театар
- Путујуће позориште Шопаловић, 06.03.2001, Београд, Народно позориште
- Бура, 10.08.2001, Будва, Град театар
- Шине, 25.11.2002, Београд, Југословенско драмско позориште
- Вишњик, 13.03.2003, Београд, Народно позориште
- Голи краљ, 27.03.2004, Београд, Позориште 'Бошко Буха'
- Недозвани, 08.07.2004, Београд, Центар за културну деконтаминацију
- АЛИСА, 14.10.2004, Београд, Атеље 212
- Клаус и Ерика, 18.05.2007, Београд, Мало позориште 'Душко Радовић'
- Тако је морало бити, 06.06.2007, Београд, Југословенско драмско позориште
- Барбело, о псима и деци, 04.12.2007, Београд, Југословенско драмско позориште
- Фигарова женидба и развод, 16.11.2008, Београд, Народно позориште
- Мала сирена, 01.03.2009, Београд, Позориште 'Бошко Буха'
- У мочвари, 10.05.2009, Београд, Југословенско драмско позориште
- Мандрагола, 16.12.2009, Београд, Мадленијанум
- Отело, 13.10.2010, Београд, Битеф театар
- Буђење пролећа, 15.10.2010, Београд, Београдско драмско позориште
- Излет у Русију, 11.05.2012, Београд, Центар за културну деконтаминацију
- Крцко Орашчић, 18.03.2014, Београд, Народно позориште
- Хазарски речник, 19.05.2018, Београд, Народно позориште